# رؤیای احمقانه
رویای احمقانه (به انگلیسی: Stupid Dream) نام پنجمین آلبوم استودیویی گروه پراگرسیو راک انگلیسی پورکیوپاین تری است که در مارس سال ۱۹۹۹ منتشر شد و در سال ۲۰۰۶ در پی افزایش محبوبیت گروه بازنشر گردید. این آلبوم در کنار آلبوم خورشید چراغ‌برقی، نشان‌دهنده دوره گذار پورکیوپاین تری از کارهای اینسترومنتال و سایکدلیک به سمت موسیقی متال است.
نام آلبوم بازتابی از نظر استیون ویلسون درباره صنعت موسیقی است که در حالی که بسیاری مشتاق هستند تا به شهرت و محبوبیت در صنعت موسیقی برسند اما ویلسون معتقد است که این رویایی احمقانه است چرا که تلاش و سخت‌کوشی زیادی می‌طلبد.

## پیش‌زمینه
استیون ویلسون دوره گذار گروه را اینطور توصیف می‌کند:
سال‌های اولیه برای من همراه با ایده ساخت بی‌وقفه موسیقی با بداهه‌نوازی‌های طولانی، اسپیس راک و هرچیزی که می‌خواهید اسمش را بگذارید، بود. آن زمان حس می‌گردم که می‌توانم بیشتر دربارهٔ ساخت موسیقی یاد بگیرم و هوک‌ها و کروس‌های واقعی بسازم و از صدای خواننده، محکم‌تر استفاده کنم. زمانی که بعدها برگشتم تا آهنگ‌های طولانی‌تری بسازم دیگر مثل گذشته‌ها نبودم. همه چیز کاملاً ساختارمند شده بود و از همان نظم سفت و سخت آهنگ‌سازها پیروی می‌کرد که به نظرم قبلاً در آلبوم‌هایی مانند رؤیای احمقانه و خورشید چراغ‌برقی یادگرفته بودم. پس ساخت این آلبوم‌ها واقعاً گام مهمی بود.

ویلسون اشاره می‌کند که این آلبوم گذاری از موسیقی ابسترکت و مبتنی بر ساز به سوی ترانه‌سازی طبیعی‌تر بوده که متأثر از آهنگ‌هایی بوده که بعد از انتشار آخرین آلبوم آنها در سال ۱۹۶۶، نشان، گوش می‌داده است. هنرمندانی که در آن زمان ویلسون گوش می‌داده عبارت بودند از جف باکلی، ساوندگاردن، برایان ویلسون، تاد راندگرن، کراسبی، استیلز و نش اند یانگ.

## لیست آهنگ‌ها
تمامی آهنگ‌ها توسط استیون ویلسون نوشته شده‌اند بجز "Tinto Brass" که تمامی اعضا آن را ساخته‌اند.
| شماره      | نام                                   | مدت   |
| ---------- | ------------------------------------- | ----- |
| ۱.         | «Even Less»                           | ۷:۱۱  |
| ۲.         | «Piano Lessons (Porcupine Tree song)» | ۴:۲۱  |
| ۳.         | «Stupid Dream»                        | ۰:۲۸  |
| ۴.         | «Pure Narcotic»                       | ۵:۰۲  |
| ۵.         | «Slave Called Shiver»                 | ۴:۴۰  |
| ۶.         | «Don't Hate Me»                       | ۸:۳۰  |
| ۷.         | «This Is No Rehearsal»                | ۳:۲۶  |
| ۸.         | «Baby Dream in Cellophane»            | ۳:۱۵  |
| ۹.         | «Stranger by the Minute»              | ۴:۳۰  |
| ۱۰.        | «A Smart Kid»                         | ۵:۲۲  |
| ۱۱.        | «Tinto Brass»                         | ۶:۱۷  |
| ۱۲.        | «Stop Swimming»                       | ۶:۵۳  |
| مجموع مدت: | مجموع مدت:                            | ۵۹:۵۵ |